# Main Hoon Na
Pour plus de détails, voir Fiche technique et Distribution.
Main Hoon Na est un film de Bollywood, réalisé par Farah Khan et sorti en Inde en 2004. Le titre peut se traduire par "Je suis là".

## Synopsis
Interrogé lors d’une émission télévisée, le général Amarjeet Bakshi (Kabir Bedi) expose son opération « Mission Milaap» qui consiste à libérer des prisonniers pakistanais pour qu’ils puissent regagner leur pays. Ce projet serait la première étape d'un processus de paix avec le Pakistan. L’émission tourne au carnage lorsqu'une attaque terroriste est lancée par Raghavan Datta (Sunil Shetty), exclu de l'armée indienne pour avoir fait exécuter des civils pakistanais et farouchement opposé à cette opération. Le général Bakshi s’en sort vivant, mais Shekhar Sharma (Naseeruddin Shah), responsable de la sécurité lors de l’émission, est touché d'une balle en plein cœur. Avant de mourir, il révèle à son fils, le major Ram Prasad Sharma (Shahrukh Khan) qu’il a un demi-frère, Lakshman (Zayed Khan).
Le général Bakshi, craignant que le terroriste Raghavan Datta ne s’en prenne à sa fille Sanjana (Amrita Rao), envoie le major Ram Prasad Sharma dans son lycée afin de la protéger. Il se fait passer pour un étudiant dans le lycée où étudie également son demi-frère…

## Fiche technique
- Titre original : Main Hoon Na
- Titre original en hindi : मैं हूँ न
- Réalisation : Farah Khan
- Scénario : Farah Khan, Rajesh Saathi
- Dialogues : Abbas Tyrewala
- Production : Gauri Khan
- Musique : Anu Malik
- Paroles : Javed Akhtar
- Direction artistique : Sabu Cyril
- Photographie : V. Manikandan
- Montage : Shirish Kunder
- Chorégraphies : Farah Khan
- Costumes : Sanjeev Mulchandani et Karan Johar pour les costumes de Shahrukh Khan
- Pays :  Inde
- Langue : Hindi
- Genre : comédie, action, drame
- Durée : 179 minutes
- Date de sortie :

 Inde : 30 avril 2004
 France : 25 octobre 2004
 Royaume-Uni : 18 novembre 2004

## Distribution
- Shahrukh Khan : Major Ram Prasad Sharma
- Sushmita Sen : Chandni
- Sunil Shetty : Raghavan Datta
- Zayed Khan : Lakshman Prasad Sharma (Lucky)
- Amrita Rao : Sanjana Bakshi (Sanju)
- Kabir Bedi : Général Amarjeet Bakshi
- Naseeruddin Shah : Shekhar Sharma
- Satish Shah : Rasai
- Boman Irani : Directeur du Lycée
- Bindu : Mme Kakkad
- Kiron Kher : Madhu Sharma
- Kunal Kumar : Shastri
- Rajiv Panjabi : Percy
- Rakhi Sawant : Mini

## Chansons du film
Le film comporte 6 chansons originales d'Anu Malik sur des paroles de Javed Akhtar. Les chorégraphies sont de Farah Khan.
- Main Hoon Na  - Sonu Nigam, Shreya Ghoshal
- Tumse Milke Dil Ka Jo Haal - Sonu Nigam
- Tumhe Jo Maine Dekha - Abhijeet, Shreya Ghoshal
- Gori Gori - Shreya Ghoshal, Sunidhi Chauhan
- Chale Jaise Hawaien- Kay Kay, Vasundhara Das
- Ye Fizaein - Alka Yagnik, Kay Kay

On peut aussi remarquer la chanson "Jaane Jaan" qui est une reprise du film Jawani Diwani, interprétée par Abhijeet.